# Stanisław Potocki (nauczyciel)
Stanisław Potocki (ur. 30 kwietnia 1906 w Samborze, zm. 25 września 1986 w Sanoku) – nauczyciel, dyrektor szkoły, Przewodniczący Prezydium MRN w Sanoku, fotograf, działacz i sędzia sportowy.

## Życiorys

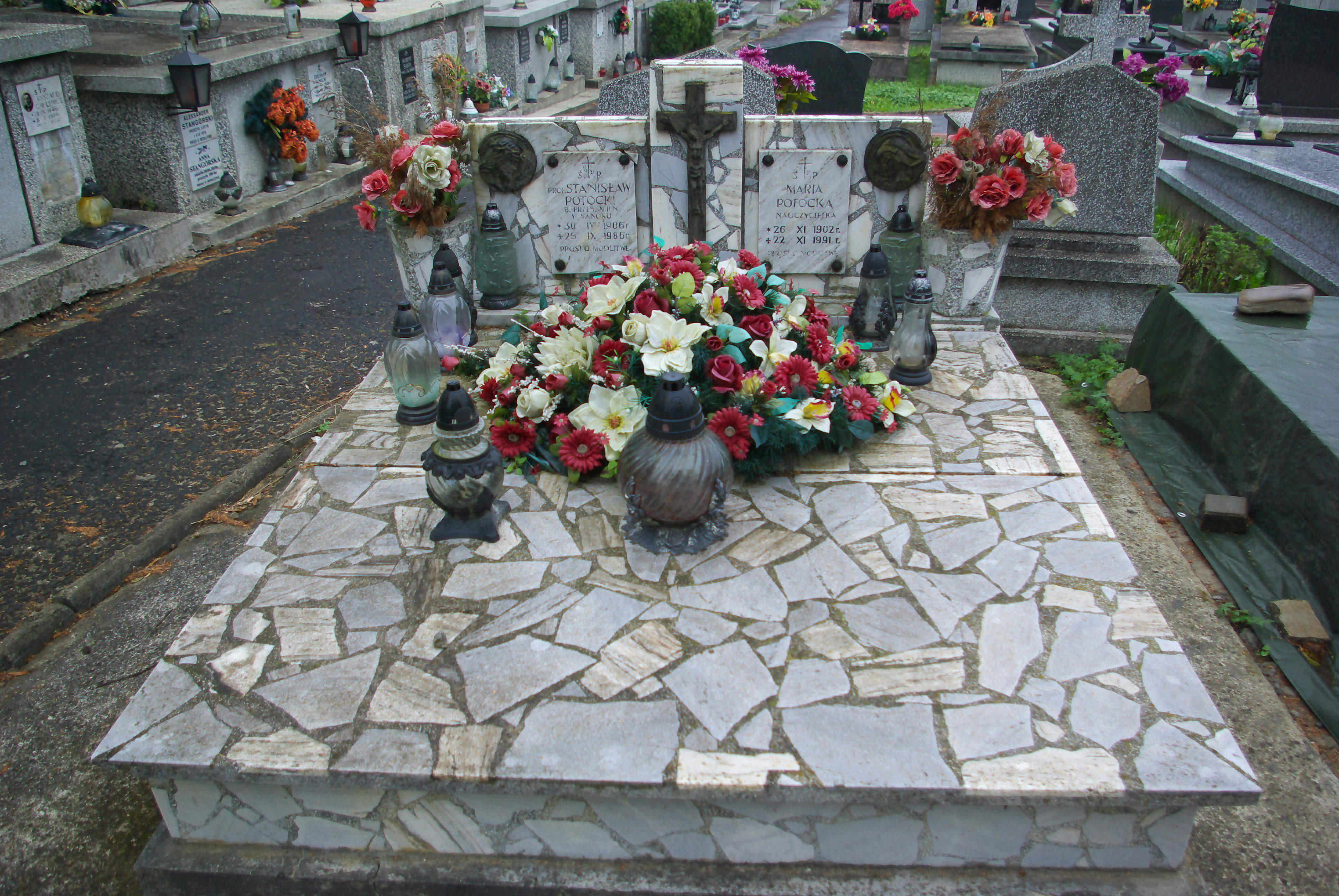
Grobowiec Marii i Stanisława Potockich w Sanoku

Urodził się 30 kwietnia 1906 w Samborze jako syn Mariana i Rozalii z domu Lerch. W rodzinnym Samborze uczęszczał do szkoły powszechnej i do Państwowego Seminarium Nauczycielskiego, gdzie w 1927 zdał maturę. Uzyskany przez niego dyplom egzaminu dojrzałości uprawniał do tymczasowego nauczania w szkołach powszechnych. Następnie, zwolniony ze służby wojskowej, był zatrudniony jako nauczyciel w szkole powszechnej w Pakoszówce, po czym jako kierownik w dwuklasowej szkole w Sanoczku. Ukończył Państwowy Wyższy Kurs Nauczycielski w Poznaniu i uzyskał kwalifikacje do nauczania w szkołach powszechnych. Od 1938 pracował jako nauczyciel wychowania fizycznego w szkole powszechnej im. Tadeusza Kościuszki w dzielnicy Posada w Sanoku oraz jako instruktor wychowania fizycznego przy sanockim Inspektoracie Szkolnym. Po wybuchu II wojny światowej w czasie trwającej okupacji niemieckiej 1939-1945 prowadził zakład fotograficzny. 
Po zakończeniu wojny ponownie był kierownikiem Publicznej Szkole Powszechnej im. Tadeusza Kościuszki od 1945 do 1949. Na przełomie 1951/1952 uzyskał potwierdzenie kwalifikacji nauczycielskich. Jednocześnie podjął pracę w sanockich szkołach mechanicznych powstałych przy Fabryce Wagonów (późniejszy Zespół Szkół Mechanicznych i Zespół Szkół nr 2): od 1946 był nauczycielem kontraktowym wychowania fizycznego, a od 1949 nauczycielem etatowym. Równolegle od 1952 do 1955 był dyrektorem szkoły mechanicznej. W październiku 1953 wraz z nauczycielem szkoły Edwardem Lichnowskim był założycielem klubu sportowego przy Technikum Budowy Samochodów, początkowo o charakterze szkolnym, później przemianowany na Międzyszkolny Klub Sportowy „Zryw” Sanok. Ze stanowiska dyrektora odszedł na własną prośbę w 1955, po czym przez 16 lat pozostawał nadal nauczycielem wychowania fizycznego.
Po wyborach ze stycznia 1958 został wybrany radnym Miejskiej Rady Narodowej (MRN) w Sanoku z listy Frontu Jedności Narodu. Od 15 lutego 1958 do 5 listopada 1959 pełnił stanowisko przewodniczącego Prezydium Miejskiej Rady Narodowej w Sanoku. Jego nieetatowym zastępcą był Andrzej Szczudlik (poprzednik na posadzie przewodniczącego MRN). Zrezygnował z tej funkcji pod koniec 1959 w odpowiedzi na krytykę swojej działalności (zarzucano mu opieszałość w realizacji zadań). Następnie ponownie pracował jako nauczyciel. Od 1959 do 1961 był ławnikiem ludowym w sądzie powiatowym w Sanoku. Działał w zespole artystycznym przy Sanockiej Fabryce Autobusów „Autosan”. Był sędzią sportowym w klasie państwowej w dyscyplinach lekkiej atletyki i narciarstwa oraz sędzią międzynarodowym w narciarstwie. W latach 70. był przewodniczącym komitetu obwodowego nr 13 w ramach samorządu mieszkańców.
Od 1929 jego żoną była Maria (1902-1991, córka Tadeusza Dworskiego, także nauczycielka). Mieli syna Jerzego (1931-2018, pracownik Autosanu), córkę Annę Potocką-Hoser (1934-1999, naukowiec). Był spowinowacony z rodziną Beksińskich; siostrą jego żony była Stanisława, żona Stanisława Beksińskiego (świadek na ślubie Stanisława Potockiego), matka Zdzisława. Zmarł 25 września 1986. Stanisław i Maria Potoccy zostali pochowani w grobowcu na Cmentarzu Centralnym w Sanoku.

## Odznaczenia i wyróżnienia
- Krzyż Kawalerski Orderu Odrodzenia Polski (1977[10], odznaczony jako pierwszy nauczyciel szkół mechanicznych w Sanoku)
- Brązowa Odznaka „W Służbie Narodu” (1975)[16]
- Medal Komisji Edukacji Narodowej (1983)[17]
- Odznaka „Zasłużony dla Sanoka” (1976)[18]
- Dyplom za zaangażowanie w działalność kulturalną (1979)[19]
- Srebrna odznaka Polskiego Związku Łyżwiarstwa Szybkiego (1984)[20]